# Лифт на эшафот
«Лифт на эшафот» — роман французского писателя Ноэля Калефа (фр. Noël Calef) 1956 года.

## Сюжет
Жюльен Куртуа задолжал ростовщику Боргри 4 млн. старых франков, срок оплаты истекает после выходных. Куртуа решает убить ростовщика и тщательно разрабатывает план. Контора ростовщика находится в том же здании, где работает Куртуа. В конце рабочего дня он вылезает из окна своего кабинета и, рискуя упасть с 12 этажа, по карнизу перебирается в бытовку маляров. Оттуда он проходит в контору ростовщика и, отвлекая его внимания, стреляет ему в упор в голову, имитируя самоубийство. По тому же пути он возвращается в свой кабинет, чудом избежав обнаружения секретаршей, сидевшей в соседней приёмной. Торжествующий Куртуа договаривается с женой о встрече и уже отъезжает от здания, но спохватывается что оставил бумаги ростовщика на столе в своём кабинете. Опасаясь, что их могут прочитать уборщицы, он поднимается на лифте, но в этот момент охранник отключает электричество в здании. Куртуа оказывается в заточении в лифте. Все его попытки выбраться из лифта оказываются тщетными. Он решает дождаться понедельника.        
В это время его машину угоняет молодой парень с подружкой. Парень совершает убийство двух туристов и возвращает машину на место. После того, как Куртуа выбирается из лифта, его задерживает полиция и обвиняет в убийствах, которые совершил угонщик. Свидетели убийства ошибочно указывают на Куртуа. Ему не верит даже адвокат и советует чистосердечно признаться в убийстве туристов.
Куртуа в отчаянии сознаётся в убийстве ростовщика. Однако полиция убедительно доказывает ему, что ростовщика он убить не мог — ведь секретарша была в приёмной и показала, что он никуда не выходил. А перебраться через окно, по мнению полиции, невозможно. Следовательно, ростовщик покончил жизнь самоубийством, а Куртуа запутывает следствие. Жюльену предлагают не упорствовать в признании вины.

## Экранизации
В 1957 году по роману был снят фильм «Лифт на эшафот» режиссёром Луи Маллем — представителем «новой волны» во французском кинематографе. Главные роли сыграли Жанна Моро, Морис Роне, Жорж Пужоли, Лино Вентура.
В 2013 году по мотивам романа «Лифт на эшафот» режиссёром Станиславом Говорухиным снят фильм «Weekend». Фильм адаптирован под наше время, с другими персонажами и другим сюжетом.